# 金子清
金子 清（かねこ きよし、1932年6月7日 - ）は、日本の政治家、自治官僚。第53代新潟県知事（1期）。東京佐川急便事件をめぐり知事を辞職。有罪判決を受けた。93歲。

## 来歴
東京都大田区生まれ。1957年3月、東京大学法学部卒業。同年4月、自治省入省。1969年、広島県庁に赴任。以後、税務課長、企画部長などを歴任。
1978年、沖縄開発庁総務局企画課長。1979年8月、自治省税務局市町村税課長。1983年7月、自治省審議官。
1983年10月、新潟県副知事に就任。
1989年4月8日、君健男知事は胃がん発覚を理由として、金子に辞意を伝え、事実上後継として金子を指名した。同年4月19日、君は辞職。同年6月4日に行われた新潟県知事選挙に自民党の推薦を得て立候補。元参議院議員の志苫裕が社会党・社民連推薦で立候補し、長﨑明が共産党推薦で立候補したため野党票が分散。金子が初当選した。
※当日有権者数：1,805,196人 最終投票率：79.07%（前回比：7.86pts）
| 候補者名 | 年齢 | 所属党派 | 新旧別 | 得票数    | 得票率 | 推薦・支持             |
| -------- | ---- | -------- | ------ | --------- | ------ | ---------------------- |
| 金子清   | 56   | 無所属   | 新     | 658,086票 | 46.66% | （推薦）自由民主党     |
| 志苫裕   | 61   | 無所属   | 新     | 611,986票 | 43.40% | （推薦）社会党、社民連 |
| 長﨑明   | 65   | 無所属   | 新     | 140,161票 | 9.94%  | （推薦）共産党         |

1992年、東京佐川急便の元代表取締役の渡辺広康から前回の知事選に際し2億円の供与を受けたことが発覚（東京佐川急便事件）。同年9月9日、知事を辞職。政治資金規正法違反で在宅起訴され、東京地裁で禁錮1年・執行猶予3年の有罪判決を受けた（第1審で確定）

## 県政
- 上越新幹線の新潟空港延伸乗り入れ計画の主唱者だが、本人の失脚もあり計画は頓挫している。

## 著書
- 『アメリカの地方自治』 良書普及会、1969年
- 『オアシスを求めて：地方自治三十五年』 金子清・新潟日報事業社出版局、1993年
- 『冤罪はまたおこる：検察官調書の恐しさ』 金子清、1995年